# クレマンティーヌ・ド・ベルジック
クレマンティーヌ・ド・ベルジック（フランス語: Clémentine de Belgique, 1872年7月30日 - 1955年3月8日）は、ベルギー王レオポルド2世とその王妃マリー・アンリエットの間の末娘。フランスのボナパルティスト帝位請求者ナポレオン・ヴィクトル・ボナパルトと結婚した。

## 生涯
クレマンティーヌはレオポルド2世夫妻の末娘としてラーケン宮殿に生まれた。両親は一人息子のブラバント公レオポルドを1869年に10歳で亡くしており、クレマンティーヌが生まれた後は男の世継ぎをもうけるのを諦めた。
クレマンティーヌは母親に育てられたが、マリー・アンリエット王妃は気難しくひどい母親で、クレマンティーヌは次姉のステファニーと親しんで育った。ステファニーが1881年にオーストリア皇太子ルドルフに嫁ぐと、クレマンティーヌはブリュッセル宮廷で孤独な少女時代を送った。クレマンティーヌは成人すると、父から母の許可なしでも好きな所へ行く権利を認められたが、1902年に母マリー・アンリエットが亡くなると、ベルギー王家のファーストレディとして父王を支える役目を負うことになった。
クレマンティーヌは叔父フランドル伯の長男で、いずれはベルギー王位を継ぐことが予定されていたボードゥアンと許嫁の関係であったが、ボードゥアンはクレマンティーヌの好意には応えないまま若くして他界した。その後、彼女は一時ベルギー宮廷に仕えるオーギュスト・ゴフィネ男爵と恋仲になるが、王女が下級貴族と結婚するのは無理な話だった。
1888年、クレマンティーヌは宮廷でナポレオン公ナポレオン・ヴィクトルと出会い、彼に魅了された。しかし父レオポルド2世は娘とボナパルト家当主の結婚を許さなかったため、父娘の間で諍いが起きた。この喧嘩と、父の2人の愛妾が宮中に出入りしていたこともあって、レオポルド2世とクレマンティーヌはあまり口をきかなくなった。クレマンティーヌはその後も何度も父王に結婚の許しを求めたが、レオポルド2世は結婚を許そうとせず、勘当してやると脅しをかけた。クレマンティーヌとナポレオン公はレオポルド2世が死ぬまで結婚を待たねばならなかった。
1909年にレオポルド2世が死ぬと、クレマンティーヌは新王となった従弟アルベール1世から結婚の許しをもらい、翌1910年にナポレオン公とモンカリエーリで結婚した。1955年、クレマンティーヌはニースで亡くなった。

## 子女
- マリー＝クロティルド（英語版）（1912年 - 1996年） - 1938年、セルジュ・ド・ウィット伯爵と結婚
- ルイ・ナポレオン（1914年 - 1997年） - ナポレオン公